# Phoxinus bigerri
Phoxinus bigerri là một loài cá được mô tả vào năm 2007.

## Hình ảnh

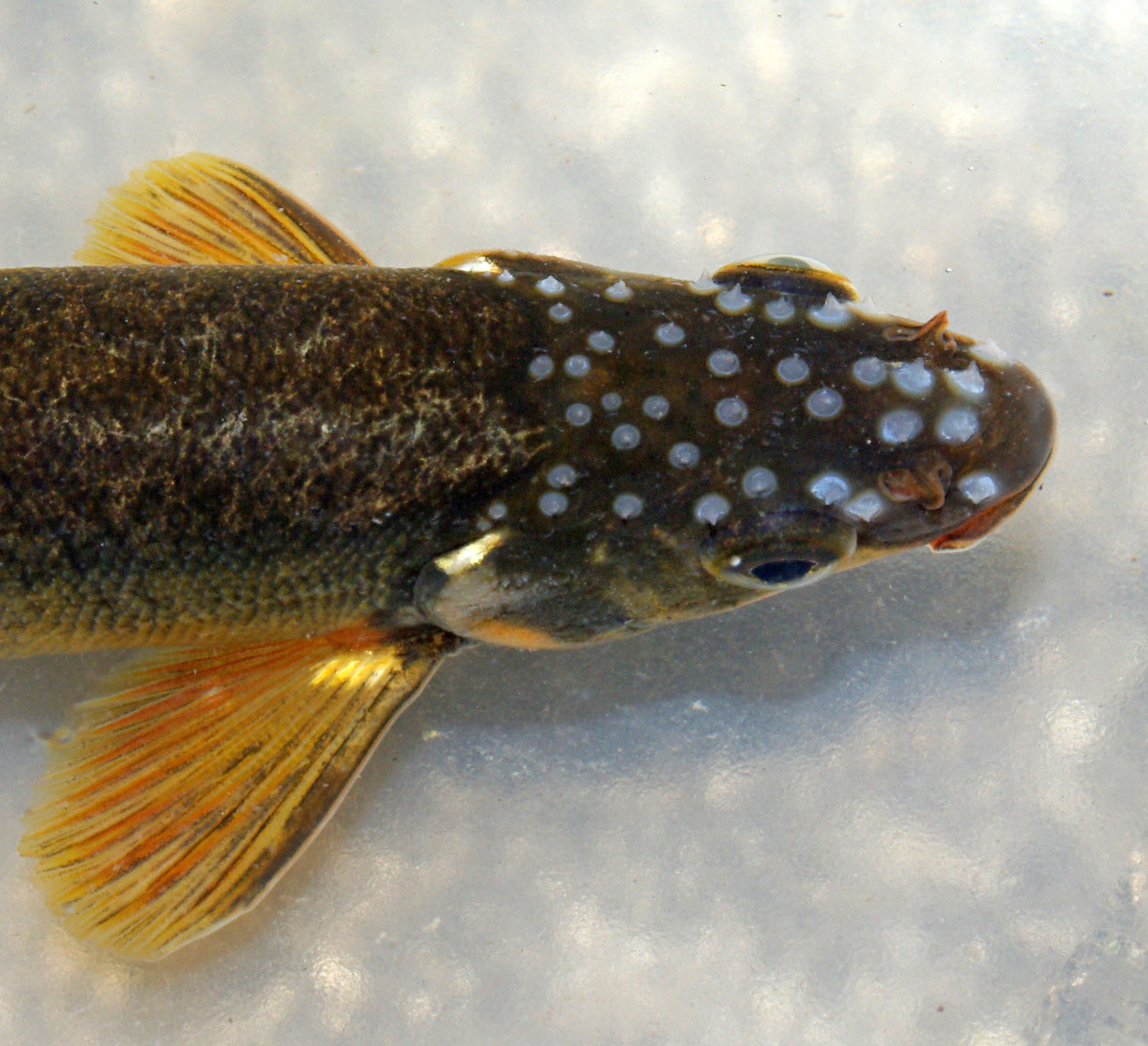
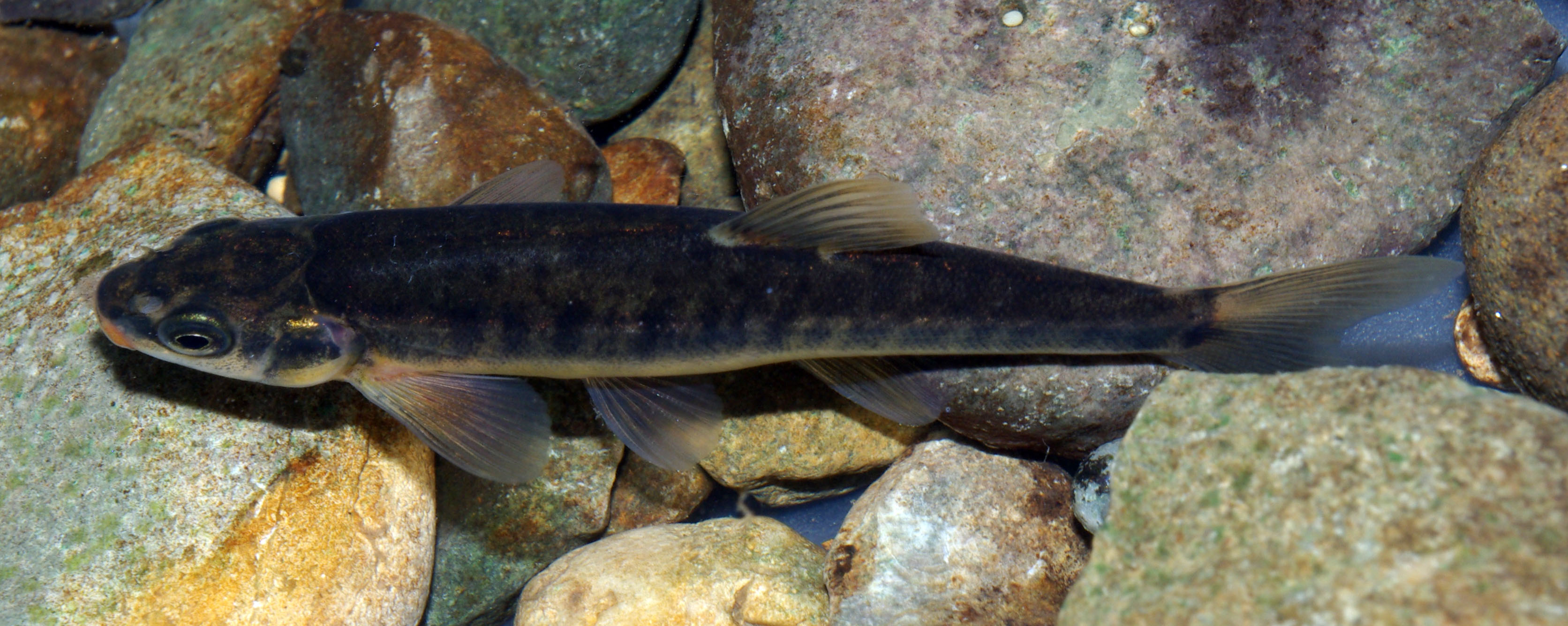
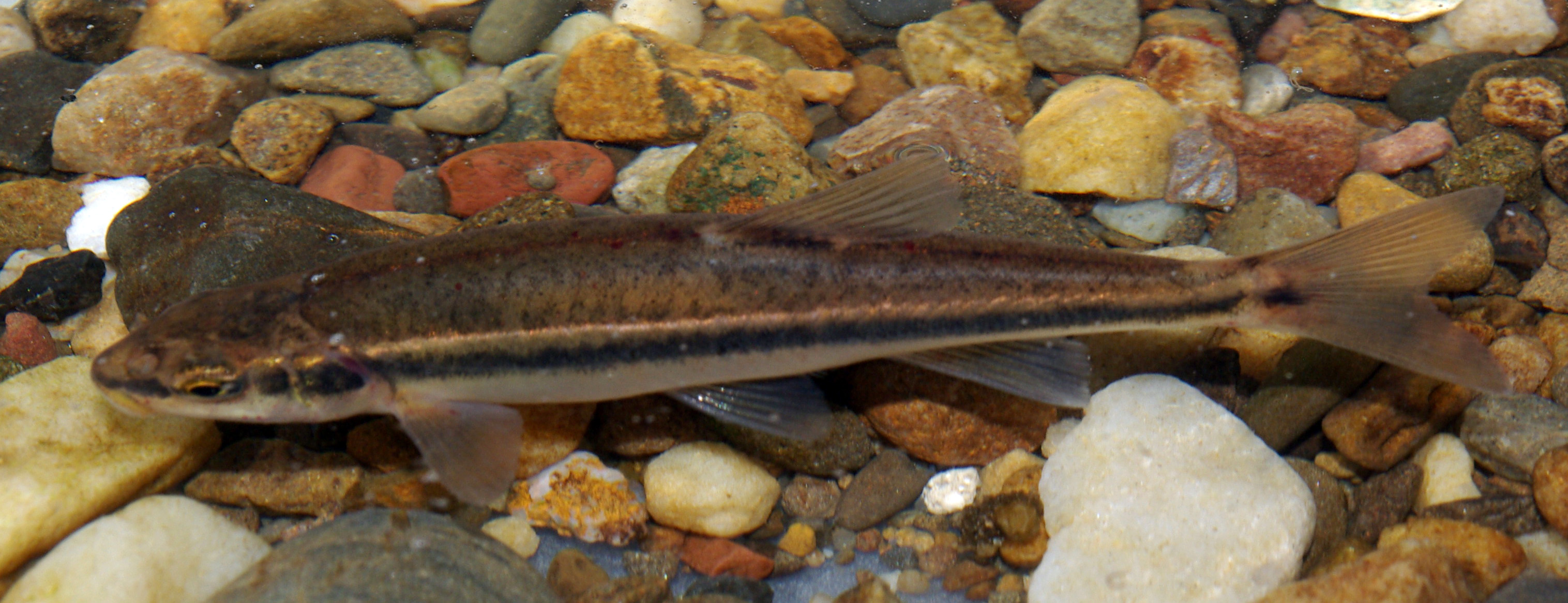